# Diego de Salamanca
Para el teólogo del siglo XVIII ver Diego de Salamanca
Diego de Salamanca Polanco fue un agustino español nacido en Burgos, donde profesó en 1541.
En 1547 pasó de misionero a México, volviendo a España en 1562. Fue Prior del Monasterio de Ntra. Sra. De Gracia. Ciudad de
Michoacán en 1555. Se embarcó de nuevo para América, con cargo de visitador, en 1564 y cuatro años después regresó de nuevo a la península y aquí fue definidor y prior de San Felipe el Real en Madrid. Nombrado y consagrado obispo de Puerto Rico, marchó a su diócesis en 1577 y al decenio de su gobierno pastoral renunció, por escrúpulos de conciencia, retirándose al convento de su patria y en él murió en fecha ignorada.

## Obras
Cartas. Algunas existen en el archivo de la embajada de España en Roma.